# Comarque métropolitaine d'Almería
La comarque métropolitaine d'Almería est une des sept comarques de la Province d'Almería. Cette comarque, mis à part la ville d'Almería, qui est aussi la capitale, rassemble huit autres communes : Benahadux, Gádor, Huércal de Almería, Níjar, Pechina, Rioja (Almería), Santa Fe de Mondújar et Viator.

## Municipalités de la comarque
| Villes               | Habitants | Superficie km2 | Habitants/km2 |
| -------------------- | --------- | -------------- | ------------- |
| Almeria              | 185.309   | 295            | 628,17        |
| Benahadux            | 3.396     | 16             | 212,25        |
| Gádor                | 2.959     | 88             | 33,63         |
| Huércal de Almería   | 11.816    | 21             | 592,67        |
| Níjar                | 26.070    | 601            | 43,38         |
| Pechina              | 3.463     | 46             | 75,28         |
| Rioja (Almería)      | 1.363     | 36             | 37,86         |
| Santa Fe de Mondújar | 468       | 35             | 13,37         |
| Viator               | 4.288     | 21             | 204,19        |
| Total                | 239.132   | 1.159          | 206,33        |